# Carcharhinus amboinensis
Carcharhinus amboinensis врста је морског пса која припада породици Carcharhinidae, која настањује топле приморске воде источног Атлантског океана и западне воде Индо-Пацифика. Преферира плитко и мутно окружење са меким дном и има тенденцију да лута унутар свог локализованог подруја. Својим гломазним сивим телом, малим очима и кратком и тупом њушком изгледа готово идентично и често се меша са врстом бик ајкула. Ове врсте разликују се по величини леђног пераја и другим суптилним особинама. Ова врста обично достиже дужину од 1,9 до 2,5 метара.
Carcharhinus amboinensis је грабљивица која лови у великим дубинама. Има разнолику исхрану која се састоји углавном од рушљориба укључујући ракове, мекушце, морске змије и мање китове. Женка роди од три до тринаест младих, а после гестацијског периода од девет или дванаест месеци. Млади примерци ове врсте проводе прве године живота у заштићеним обалним стаништима попут увала. Иако ова врста има велике зубе пропорицијално њеном телу, није познато да ли напада људе. Ретко се нађе у рибарским мрежама, а риболовци је траже због меса и пераја.

## Таксономија и еволуција
Немачки биолози Џоунс Милер и Јакоб Хенле описали су ову врсту и назвали је  Carcharias (Prionodon) amboinensis у њиховим записима из 1839. године. Каснији аутори и биолози преименивали су га у род Carcharhinus. Познато је да се ова врста раније називала са више имена, укључујући и Triaenodon obtusus. Пошто је ова врста доста слична бик ајкули, морфолошке студије показале су да су ове врсте уско повезане, међутим и даље нема чврстих доказа да постоји њихова блискост.
Генетска анализа ове врсте, спроведена широм вода северне Аустралије сугерише да су на еволуцију врсте утицале промене обале током епохе плеистоцена, пре око 12 милиона година. Разноликости који се налазе у ДНК анализи ове врсте показује генетску развојеност између ове врсте у западној Аустралији и оних које су пронађене у водама Квинсленда.

## Опис
Carcharhinus amboinensis има кратку, заобљену и широку њушку, мале и заобљене очи са мембрана. Предњи делови ноздрва садрже слојеве коже, док уста формирају лук и на угловима имају једва приметне бразде. Са сваке стране вилице постоји 11 до 13, а обично 12 зуба, који су троугласти са оштрим ивицама. Зуби у доњој вилици су мало ужи, усправнији и ситнији од оних у горњој. Врста има пет пара шркжних прореза који су умерене дужине. Прво леђно пераје је велико и троугласто, док је друго мање за једну трећину од првог. Дуго петрокрално пераје је широко и благо искривљено. Анално пераје има оштро назубљен крајњи руб.
Кожа ове врсте прекривена је ситним оштрицама које са годинама постају све општрије. Тело ове врсте је сиво одозго и бело са доње стране, док су бокови бели. Друга леђна пераја и доња пераја имају тамне тачке на врховима, посебно код младих примерака. Албино примерак ове врсте ухваћен је у водама Квинсленда 1987. године и то је први познати пример албинизма морских паса. Одрасла јединка обично има од 1,9 до 2,5 м, док највећи појединци достижу до 2,8 метара дужине. Ова врста се од бик ајкуле најбоље може разликовати по броју пераја, као и по величини леђних пераја. Ова врста такође има мање редова зуба у чељустима од бик ајкуле.

## Распрострањеност и станиште
Иако је широко распрострањена у тропским и суптропским морским водама Евроазије, Африке и Океаније, ова врста није нигде аутохтона. У источном делу Атлантског океана пронађена је поред Зеленортских острва и Сенегала, као и у водама Нигерије и Намибије. Постоји један стари запис да је ова врста виђена код Кротоне у Италији. Пописан аје дуж континенталне периферије Индијског океана, од источне Јужне Америке до Арабијског полуострва укључујући Мадагаскар, Сејшеле и Маурицијус, све до југоисточне Азије и северне Аустралије. Њен опсег протеже се до Тихог океана, северно од Филипина и јужних делова Кина, а на истоку до Нове Гвинеје и неких острва. На основу генетских података примећено је да ова врста слабо мигрира, посебно млађи примерци.
Carcharhinus amboinensis настањује обалне воде дубине до 150 метара у окружењу са ситним седиментом и мутном водом, а за разлику од бик ајкуле не иде у реке. На основу студије закључено је да млади примерци ове врсте током целе године буду на истом подручју. Младе женке се налазе у дубинама до 40 м, а најмлађе проводе време у још плићим водама.

## Биологија и исхрана
Carcharhinus amboinensis живот углавном проведе у самоћи, мада се понекад на истој локацији може наћи неколико јединки. Паразити који прате ову врсту укључују Kudoa carcharhini,Pandarus smithii, Pandarus cranchii, Callitetrarhynchus gracilis,Cathetocephalus, Floriceps minacanthus, Heteronybelinia australis, Otobothrium australe, Otobothrium crenacolle и Protogrillotia. Млади примерци ове врсте потенцијално су рањиви на грабљивице већих морских паса.
Ова врста има тендецију лова близу морског дна, а углавно се храни правим кошљорибама као што су Scabbardfishes и Sciaenidae, а ређе рушљорибама, главонишцима и редом ракова под називом Decapoda. Такође је забележено да се храни морским змијама, делфинима и пужевима. Зреле женке ове врсте имају једна фунцкионалан јајник и две функционалне материце, а врсте се разликују по регионима. Изван Јужне Африке период трудноће код женки ове врсте трудноћа траје око 12 месеци, а парење и рађање догађају се крајем лета. Легла се крећу од три до седам младунаца (просечно пет), а новорођенчад су дуга од 75 до 79 цм. У водама северне Аустралије, период гестрације траме 9 месеци, а порођај се одвија у новембру и децембру. Легла се крећу од шест до тринаест младунаца (просечно девет), а новорођенче је дугачко од 59 до 66 цм. Млади примерци присутни су у плитким водама у близини обала, односно у увалама. Када остаре, ове врсте одлазе у дубоке воде. Ово је дуговечна и споро растућа врста, мужјаци расту брже и пре достигну сексуалну зрелост од женки. Сексуална зрелост код мужјака достиже се када порасту на око 2,1 м, а код женки око 2,2 м. Максимални животни век је 26 година за мужјаке и 30 година за женке.
Ова врста сматра се потенцијално опасна по људе, иако нису забележени њени напади. Неретко се лови због меса и пераја. У новембру  1993. године око 500 људи на Мадагаскару отровало се након што је јело ову рибу, а 98 њих је преминуло. Међународна унија за заштиту природе истакла је да има мало података о овој врсти како би је потпуно квалификовала на лествици угрожених или неугрожених врста, али напомиње да је врста угрожена због прекомерног риболова.